# Bothrioplana semperi
Bothrioplana semperi är en plattmaskart. Bothrioplana semperi ingår i släktet Bothrioplana och familjen Bothrioplanidae. Inga underarter finns listade i Catalogue of Life.